# Ahmet Daş
Ahmet Daş (* 5. April 2000 in Tavşanlı) ist ein türkischer Fußball-Torhüter.

## Karriere
Er wurde unter anderem in der Jugend von Tavşanlı Linyitspor ausgebildet, 2015 unterschrieb er einen Profivertrag. Sein Debüt gab er am 30. April 2016 bei einer Ligapartie gegen Bergama Belediyespor. Daş wurde in der 90. Minute für Ahmet Ölçen eingewechselt, das Spiel gewann Tavşanlı mit 4:2.
Im Januar 2019 wechselte er zum Zweitligisten Afjet Afyonspor und wurde damit erneut Profifußballspieler.